# كوف إیران بركة
کوف ایران بركة هو لقاح كورونا تم تطويره في إيران بواسطة مجموعة شركة شفا فارميد، وهي شركة تابعة لمجموعة مجموعة بركة الدوائية. إنه لقاح معطل قائم على الفيروس. تم السماح باستخدامه في حالات الطوارئ من قبل السلطات الإيرانية. وهذا يجعله أول لقاح تم تطويره محليًا ل COVID-19 يتم اعتماده للاستخدام في حالات الطوارئ في الشرق الأوسط.
أظهرت نتائج المرحلتين 1 و 2 من التجارب السريرية أن 93.5% من مُستقبلات اللقاح قد أنتجت أجسامًا مضادة مُعادلة ضد السارس- CoV-2. هذه النتائج لم يتم استعراضها من قبل الأقران حتى الآن. يقول المسؤولون إنهم بصدد نشرها في مجلة خاضعة لاستعراض الأقران. وقد بلغت الطاقة الإنتاجية السنوية لهذا اللقاح 350 مليون جرعة.
تلقت شخصيات إيرانية متعددة اللقاح، بما في ذلك المرشد الأعلى علي خامنئي والرئيس إبراهيم رئيسي.

## الاستخدامات الطبية
يتم إعطاؤه عن طريق الحقن العضلي ويتطلب جرعتين بفاصل 28 يومًا.

## علم العقاقير
کوف ایران بركة هو لقاح معطل قائم على الفيروسات. بمعنى آخر، «إنه مصنوع من فيروس كورونا تم إضعافه أو قتله بالمواد الكيميائية، على غرار طريقة صنع التحصينات ضد شلل الأطفال».

## المطورين
تنفيذ أمر الإمام الخميني (EIKO) ومجموعة بركات الدوائية هي الشركة الأم لمجموعة شفاء فارميد الصناعية. يُقال إنها «تابعة للدولة». تشمل منتجات شفاء فارميد سبعة عقاقير وثلاثة أدوية بيولوجية إلى جانب لقاح كورونا الذي يعد أول لقاح يتم إنتاجه. عمل حوالي 650 شخصًا في ثلاث نوبات، على مدار الساعة، لتطوير اللقاح.
تم اختيار الدكتورة مينو محرز كرئيسة لمشروع «لقاح كورونا في إيران». محرز طبيبة وعالمة ومتخصصة في الإيدز. وهي أستاذة في الأمراض المعدية في جامعة طهران للعلوم الطبية ورئيسة المركز الإيراني لفيروس نقص المناعة البشرية/الإيدز. كما عملت محرز، في منظمة الصحة العالمية، كخبيرة في فيروس نقص المناعة البشرية/الإيدز في إيران وشرق البحر الأبيض المتوسط.

## تصنيع

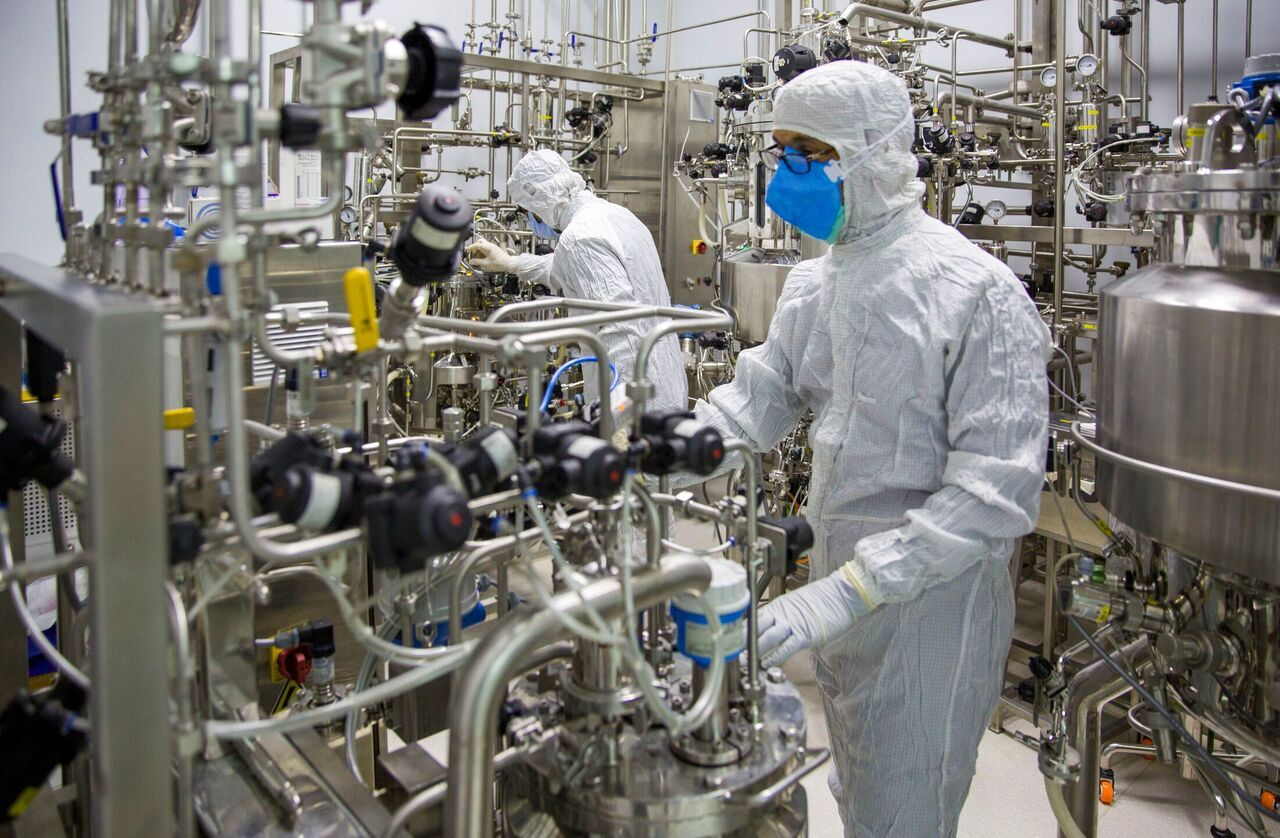
خط الإنتاج الأول مارس 2021.

بدأت مجموعة بركة الدوائية في إنشاء مصنع لإنتاج اللقاحات في 17 ديسمبر 2020  بهدف إنشائه في غضون 3 أشهر. وفقًا لتنفيذ أمر الإمام الخميني (EIKO)، تحت السيطرة المباشرة للمرشد الأعلى لإيران، «يمكن أن يصل إنتاج اللقاح الذي طورته إحدى شركاتها، شفاء فارميد، إلى 12 مليون جرعة شهريًا، بعد ستة أشهر من نجاحه. تنتهي المحاكمة».
بدأ الإنتاج الضخم في 15 مارس 2021. تم الكشف عن الدفعة الأولى المنتجة في 10 مايو 2021.
هناك ثلاثة خطوط إنتاج لشركة کوف ایران بركة. ستتراكم الطاقة الإنتاجية من 25 إلى 30 مليون جرعة شهريًا عندما تبدأ جميع الخطوط في الإنتاج. الخط الأول لديه قدرة 3-4 ملايين جرعة شهريًا وبدأ الإنتاج اعتبارًا من 15 مارس 2021. الخط الثاني لديه قدرة 6-8 مليون جرعة شهريا. في 17 أغسطس، كانت في طور إنتاج أول دفعة لها. الخط الثالث بسعة 16-20 مليون جرعة شهريًا. في 17 أغسطس، تم الإبلاغ عن 95 ٪ من معداتها وتم تجهيزها وتركيبها، وكان المسؤولون المسؤولون يهدفون إلى بدء تشغيلها اعتبارًا من نهاية سبتمبر.
حتى 3 يوليو 2021، تم إنتاج حوالي 2.7 مليون جرعة من لقاح کوف ایران بركة وتم تسليم 400000 جرعة إلى وزارة الصحة، وفقًا لمحمد مخبر، نائب منسق تنفيذ أمر الإمام الخميني.
حتى 27 يوليو 2021، تم إنتاج حوالي 5 ملايين جرعة وتم تسليم 1.3مليون إلى وزارة الصحة، وفقًا لمخبر.
حتى 30 أغسطس 2021، تم إنتاج حوالي 8 ملايين جرعة وتم تسليم 4.2 مليون إلى وزارة الصحة، وفقًا لتنفيذ أمر الإمام الخميني.

## تاريخ

### التجارب قبل السريرية
تم نشر نتائج الدراسة قبل السريرية التي أجريت على الحيوانات في نسخة أولية (لم تتم مراجعتها من قبل الأقران). وفقًا لمطوري اللقاح، أظهرت التجارب أن اللقاح آمن وفعال على الحيوانات.
من ناحية أخرى، أصدرت وزارة الصحة والتعليم الطبي (إيران) مدونة أخلاقية من أجل بدء التجارب السريرية للقاح الخاص بأوميكرون - بركة بلس (Barekat Plus) - بعد مراجعة الوثائق العلمية الخاصة بالتجارب على الحيوانات.

### التجارب السريرية
التجارب السريرية هي اختبارات تُجرى على البشر، لمعرفة ما إذا كان العلاج آمنًا وفعالًا. هناك مراحل مختلفة من البحث السريري، ولكل مرحلة تركيزها الأساسي الخاص. على سبيل المثال، تركز المرحلة الأولى من التجارب السريرية على معلومات السلامة والجرعة الأساسية.
كانت جميع الدراسات عشوائية، مزدوجة التعمية، أذرع متوازية، خاضعة للتحكم الوهمي وأجريت على متطوعين أصحاء.

#### المرحلة الأولى
وافقت إدارة الغذاء والدواء الإيرانية على اللقاح للاختبار على البشر. وفقًا للتقارير، تطوع أكثر من 65000 إيراني لاختبار اللقاح بينما كان هناك حاجة إلى 56 شخصًا فقط.
في 29 ديسمبر 2020، بدأت التجارب البشرية لأول لقاح محلي لقاح COVID-19 في إيران. كانت أول متطوعة تلقت لقطة لكوفيران بركات هي طيبة مخبر، ابنة محمد مخبر، مدير ستاد. شارك وزير الصحة سعيد نمكي ونائب الرئيس للعلوم والتكنولوجيا سورينا ساتاري في حفل حقن اللقاح.
كانت النتيجة الأولية للمرحلة الأولى هي تقييم السلامة.  أجريت دراسة المرحلة الأولى على 56 متطوعًا سليمًا تتراوح أعمارهم بين 18-50 عامًا. حدثت الحقن الأخيرة للجرعات الثانية في 4 مارس 2021. أجريت دراسة المرحلة الثانية على 32 متطوعًا تتراوح أعمارهم بين 51-75 عامًا. حدثت الحقن الأولى في 15 مارس وآخر حقنة في 9 أبريل.

#### المرحلة الثانية / الثالثة
تم الجمع بين المرحلتين الثانية والثالثة من التجارب السريرية، مما سمح ببدء المرحلة الثالثة قبل اكتمال المرحلة الثانية. تراوحت أعمار المشاركين بين 18 و 75 عامًا.
كانت النتيجة الأولية للمرحلة الثانية هي تقييم الاستمناع.  تم إجراؤها على 280 متطوعًا. تم تلقيح المتطوعين الأوائل في 15 مارس وآخر حقنة من الجرعات الثانية حدثت في 25 مايو.
كانت النتيجة الأولية للمرحلة الثالثة هي تقييم الفعالية في الوقاية من المرض الخفيف والمتوسط والشديد. تم إجراؤه على 20000 مشارك عبر 6 مدن في إيران (طهران وكرج وشيراز وأصفهان ومشهد وبوشهر). تم الوصول إلى المرحلة الثالثة في 21 أبريل؛ وحدث الحقن الأول في 25 أبريل. حتى 14 يونيو، تلقى 18000 متطوع جرعتهم الأولى وتلقى 2000 جرعتهم الثانية من اللقاح أو الدواء الوهمي. كان الدكتور مينو محراز أول متطوع في المرحلة الثالثة حصل على اللقاح.

#### نتائج
في 16 يونيو 2021، تم نشر ملخص للنتائج التي تم الحصول عليها في المرحلة 1 والمرحلة 2 من التجارب السريرية في الصحافة. وفقًا للتقرير، تم تسجيل آثار ضائرة طفيفة فقط، وهي حالة واحدة من انخفاض ضغط الدم، وحالة واحدة من الصداع من المستوى 2 وحالة واحدة من نقص الصفائح الدموية التي لا تحتاج إلى رعاية طبية. تم الإبلاغ عن أن اختبار تحييد الفيروس التقليدي (sVNT) أظهر استمناعًا بنسبة 93.5٪ (95٪ فاصل الثقة: 88,4-99,6٪). في 23 يونيو 2021، صرح مدير مشروع إنتاج اللقاح أن نتائج المرحلة الثانية أظهرت أن «مصل الأشخاص الذين تلقوا اللقاح لديه قدرة 93.5٪ على تحييد الفيروس؛ مما يعني أن اللقاح له فعالية جيدة جدًا. التي ستظهر بعد نهاية المرحلة الثالثة».
هناك ادعاءات ببعض المشكلات في مقالة التوثيق العلمي للقاح وفقًا لشبكة البث الإذاعي التابعة للوكالة الأمريكية للإعلام العالمي راديو فاردا،
في 27 يوليو 2021، صرح مدير مجموعة بركات الصيدلانية أنه تم إعداد وتقديم ورقة بنتيجة التجارب السريرية. «سيتم إرسالها إلى 10 مجلات علمية مهمة في العالم ولكن قد يستغرق الأمر بعض الوقت قبل نشرها».
في فبراير 2021 (بينما كانت دراسة المرحلة الأولى جارية)، صرح رئيس فريق إنتاج اللقاح في لجنة تنفيذ أمر الإمام أن اللقاح يحيد أيضًا فيروس COVID-19 البريطاني المتحور.

#### بلدان أخرى
قال محمد رضا صالحي، بصفته مسؤولاً عن تصنيع لقاحات إيران بركات، «تميل بعض الدول المجاورة إلى دخول المرحلة الثالثة من التجربة السريرية لکوف ایران بركة الإيرانية». إنهم يراجعون التوصيات للسماح لهم بالمشاركة.

### التراخيص
حصل اللقاح على ترخيص من إدارة الغذاء والدواء الإيرانية في 13 يونيو 2021. وهي الآن في طور التسجيل من قبل منظمة الصحة العالمية.

## المجتمع والثقافة
تلقى علي خامنئي، المرشد الأعلى لإيران، جرعته الأولى من لقاح کوف ایران بركة الإيراني المصنوع محليًا في 25 يونيو 2021 (بعد اثني عشر يومًا من حصوله على ترخيص الاستخدام العام من السلطات الإيرانية). تلقى جرعته الثانية في 23 يوليو 2021.
إبراهيم رئيسي، محمد باقر قالباف، علي لاريجاني، تم تطعيمهم بكوفيران بركات.

## كوف إيران بركة بلاس
لقاح بركات بلس هو أحد اللقاحات الثلاثة في العالم التي يتم إنتاجها على أساس سلالة الأميكرون. تم ترخيص هذا اللقاح للاستخدام والحقن في إيران. يمكن استخدام هذا اللقاح الإيراني كجرعة تذكيرية للجرعة الثالثة أو الرابعة ، ويذكر أن الأشخاص الذين لم يتم تطعيمهم يمكنهم أيضًا استخدام جرعتين من هذا اللقاح بفاصل شهر واحد. وفقًا لـ وكالة أنباء الجمهورية الإسلامية: لقاح كوف إيران بركة بلاس قوة كبيرة في تحييد متغير أوميكرون BA.5.